# Alexandros Papagos
Alexandros Papagos (grekiska: Αλέξανδρος Παπάγος), född 9 december 1883 i Aten, död där 4 oktober 1955, var en grekisk general som ledde Greklands armé under kriget mot Italien och senare under inbördeskriget, och sedermera blev landets premiärminister (1952-1955).
Papagos, som deltagit i kuppen som återinförde monarkin 1935, blev nationalhjäte efter att ha slagit tillbaka Mussolini 1940 och segern över kommunisterna vid inbördeskriget 1949. Efter att Grekland intogs av Nazityskland fångades han efter en tid och hamnade 1943 i koncentrationslägret Dachau. Han är den ende som erhållit utmärkelsen att utses till fältmarskalk av Grekland. Under hans regering 1952-1955 återställdes Greklands ekonomi, men under hans sista tid var han försvagad av tbc varunder EOKA:s gerillakrig på Cypern ledde till ansträngda relationer med Turkiet.

## Biografi

### Militär karriär
Alexandros Papagos studerade vid Bryssels militärakademi och vid kavalleriskolan i Ypres, varpå han 1906 gick med i Greklands armé som andre löjtnant i kavalleriet. Under Första Balkankriget hade han sin tjänst förlagd vid kung Konstantins Generalstab. Där steg han till kapten, och innehade diverse befattningar likväl som han deltog i belägringen av Yannina och slogs i Makedonien från november 1912 till mars 1913. Papagos var uttalad rojalist, varför han 1917, samman med flera andra officerer, avskedades från armén. När kung Konstantin återkom till makten 1920 återkallades han till sin tjänst, och ledde framgångsrikt som befälhavare över kavalleribrigaden operationer under kampanjen i Mindre Asien. 
Med anledning av revolutionen 1922, blev Papagos än en gång avskedad 1923, men återinträdde i armén 1927 som generalmajor. Han upphöjdes till generallöjtnant och kårbefäl 1934, och så småningom utsågs han till allt högre grader. I oktober 1935 deltog han, såsom generallöjtnant och armébefäl och tillsammans med befälhavarna över grekiska flottan och grekiska flygvapnet, i att avsätta Panagis Tsaldaris och förklarade monarkin återställd, vilket möjliggjorde för kung Georg II av Grekland att återvända. Papagos var krigsminister i Georgios Kondylis regering oktober-november 1935.
Under de följande åren, som chef för Generalstaben, sökte han aktvit omorganisera och återställa armén inför det kommande kriget. Vid utbrottet av kriget mot Italien i september 1940, blev han högsta befälhavare och ledde de grekiska operationerna mot Italien längs den albanska gränsen. Efter det italienska anfallet den 28 oktober, lyckades hans styrkor stoppa deras framfart mellan den 8 november och 23 december. Den grekiska arméns framgångar gav honom rykte och beundran. En andra italiensk offensiv under 9-16 mars 1941 slogs tillbaka. Trots denna framgång, tvingades Papagos behålla större delen av armén i Albanien, och var ovillig att beordra ett successivt tillbakadragande för att förstärka den nordöstra gränsen, medan den tyska interventionen närmade sig.
Efter den tyska invasionen den 6 april 1941, bekämpade de grekiska trupperna i Makedonien våldsamt den tyska framryckningen, men slogs ned, och Papagos gav bifall till deras kapitulation. Strax därefter gav armén i Epirus upp, och den 23 april måste den grekiska regeringen fly till Kreta. Papagos höll sig kvar i bakgrunden men i juli 1943 arresterades han och andra generaler och sändes till koncentrationslägret Dachau. 
Han släpptes 1945, återgick i armén, och nådde rangen av general 1947. Den 29 januari 1949 utsågs han igen till befälhavare, och fick till uppgift att besegra kommunisterna vid inbördeskriget. Detta uppnådde han med omfattande stöd från USA, och stort nyttjande av specialstyrkorna (LOK), under Grammos-Vitsis kampanj mellan februari och oktober det året. Som belöning för sina insatser, tilldelades han titeln marskalk den 28 oktober 1949. Han är den ende någonsin av Greklands yrkesmilitärer som förärats denna titel.
Han fortfor att vara högsta befälhavare till 1951, medan Grekland befann sig i ett tillstånd av politisk instabilitet, med fraktionsgrupper och svaga politiker som var oförmögna att ordna för en hållbar riksstyrelse.

### Politisk karriär
I maj 1951 begärde han avsked från armén med avsikt att ägna sig åt politik. Han grundade partiet Grekisk samling (Ελληνικός Συναγερμός), som efterbildade Charles de Gaulles Rassemblement du Peuple Français, och vann valet i september med 36,53% av rösterna. Segern berodde huvudsakligen på hans enorma popularitet, på att han framstod som en stark och beslutsam ledare, och på att kommunisterna slagits ner under hans ledarskap vid inbördeskriget. Hans valseger till trots, fann Papagos det vara omöjligt att bilda regering, och inte förrän valet den 16 november 1952, i vilket Papagos parti fick 49% av rösterna och 241 av 300 mandat i parlamentet, kunde han tillträda som regeringschef. Marskalken, med sitt folkliga stöd och hjälp från amerikanarna, var en auktoritativ person, vilket skapade slitningar med slottet. Papagos regering lyckades modernisera Grekland - genom vilket den unge ministern Konstantinos Karamanlis först utmärkte sig - och återställa ekonomin i det land som erfarit misär under tio år av krig, men han kritiserades av oppositionen för att inte göra tillräckligt för att återskapa harmonin i samhället som ännu var skakat av inbördeskriget. Papagos anslöt Grekland till NATO 1952, och till Balkanpakten 1953.
En av huvudfrågorna som Papagos ställdes inför, var Cypernfrågan, där den grekiska majoriteten hade börjat enas om enosis, en union med Grekland. Som svar på gatudemonstrationer i Aten, gav Papagos tveksamt efter, eftersom detta skulle ställa Grekland mot Storbritannien, och gav i augusti 1954 Greklands FN-delegation order att väcka frågan om Cyperns framtid inför FN:s generalförsamling. När EOKA började sitt gerillakrig 1955, var Papagos försvagad av den tbc som han ådragit sig i Dachau, och ovillig att agera. Sammandrabbningarna på Cypern ledde till besvärliga relationer mellan Grekland och Turkiet, vilket kulminerade i Istanbulpogromen i september. Vid det laget var Papagos svårt sjuk, och han avled den 4 oktober.
Papagou, en förort till Aten där försvarsdepartementet ligger, är uppkallad efter honom.

## Utmärkelser
- Riddare med storkors av Brittiska imperieorden
- Croix de Guerre 1939–1945
- Hederslegionen
- Storkorset av Torn- och svärdsorden[4]
- Médaille militaire
- Tapperhetskorset i guld
- Förbundsrepubliken Tysklands förtjänstorden - storkors
- Storkors av Frälsarens orden
- Storkorset av Oranien-Nassauorden[5][6]

[Redigera Wikidata]